# Canada Bill Jones
William Jones (kolem 1837 Yorkshire – 1877 Reading), známý jako „Canada Bill“ („Kanadský Bill“), byl falešný hráč karet, původem anglický cikán. 
Roku 1860 emigroval do Kanady, kde se naučil hazardní karetní hru skořápkového typu Three-card Monte, kterou si zde a později v USA úspěšně vydělával na živobytí. Je považován za největšího mistra své doby v této hře.
Nejprve působil na říčních lodích na Mississippi a pak na železnici. Dokonce nabízel společností Union Pacific Railroad 25 000 dolarů ročně za exkluzivní práva na provozování této hry v jejích vlacích, ale byl odmítnut.
Zemřel bez prostředků v říjnu roku 1877 v charitativní nemocnici v Readingu v Pensylvánii na tuberkulózu a byl zde 22. října na veřejné náklady pohřben na místním hřbitově. Náklady byly později městu uhrazeny skupinou hráčů z Chicaga.
Jeho osoba inspirovala německého spisovatele Karla Maye k napsání dvou povídek, které dohromady tvoří povídkový cyklus Kanadský Bill. Jde o povídky Ein Self-man (později přepracována a znovu vydána pod jménem Three carde monte) a Zmrtvýchvstání (Von Tode erstanden).